# Dounoux
 Dounoux  es una población y comuna francesa, en la región de Lorena, departamento de Vosgos, en el distrito de Épinal y cantón de Xertigny.

## Demografía
| 435 | 499 | 500 | 426 | 609 | 600 | 615 | abs. | 564 | 589 | 527 | abs. | 525 | 610 | 620 | 658 | 525 | 507 | 500 | 511 | 434 | 406 | 392 | 386 | 412 | 405 | 391 | 372 | 457 | 711 | 807 | 788 |
| Para los censos de 1962 a 1999 la población legal corresponde a la población sin duplicidades (Fuente: INSEE [Consultar]) |     |     |     |     |     |     |      |     |     |     |      |     |     |     |     |     |     |     |     |     |     |     |     |     |     |     |     |     |     |     |     |